# Natació als Jocs Olímpics d'estiu de 1900 - 1.000 metres lliures
Els 1.000 metres lliures masculins va ser una de les proves de natació que es van disputar als Jocs Olímpics de París de 1900. La competició tingué lloc entre l'11 i el 12 d'agost de 1900, amb la presència de 16 nedadors representants de 6 nacions.

## Medallistes
| Or                 | Plata      | Bronze        |
| John Arthur Jarvis | Otto Wahle | Zoltán Halmay |

## Resultats

### Semifinals
La primera ronda d'aquesta prova consistí en les semifinals. Se'n disputaren quatre, passant a la final el vencedor de cadascuna d'elles i els sis millors temps. Es disputaren l'11 d'agost.

#### Semifinal 1
| Posició | Nedador            | Temps     |
| ------- | ------------------ | --------- |
| 1       | John Arthur Jarvis | 14' 28,6" |
| 2       | Maurice Hochepied  | 17' 13,2" |
| 3       | Erik Erickson      | 17' 41,2" |
| 4       | Fumouze            | 18' 00,0" |

#### Semifinal 2
| Posició | Nedador        | Temps     |
| ------- | -------------- | --------- |
| 1       | Jules Verbecke | 17' 18,0" |
| 2       | Lué            | 24' 15,0" |
| 3       | Lapostolet     | 25' 52,0" |
| 4       | Souchu         | DNF       |

DNF: no finalitza

#### Semifinal 3
| Posició | Nedador        | Temps     |
| ------- | -------------- | --------- |
| 1       | Zoltán Halmay  | 14' 52,0" |
| 2       | Otto Wahle     | 15' 27,0" |
| 3       | Jean Leuilliux | 17' 09,6" |
| 4       | Désiré Mérchez | 18' 17,2" |

#### Semifinal 4
| Posició | Nedador        | Temps     |
| ------- | -------------- | --------- |
| 1       | Max Hainle     | 15' 54,0" |
| 2       | Thomas Burgess | 16' 54,0" |
| 3       | Louis Martin   | 16' 58,0" |
| 4       | Texier         | 21' 33,0" |

### Final
La final es disputà el 12 d'agost. Jarvis va guanyar fàcilment, amb més d'un minut d'avantatge sobre el seu immediat perseguidor, Wahle.
| Posició | Nedador            | Temps     |
| ------- | ------------------ | --------- |
| Or      | John Arthur Jarvis | 13' 40,2" |
| Plata   | Otto Wahle         | 14' 43,6" |
| Bronze  | Zoltán Halmay      | 15' 16,4" |
| 4       | Max Hainle         | 15' 22,6" |
| 5       | Louis Martin       | 16' 30,4" |
| 6       | Georges Leuillieux | 16' 53,2" |
| 7       | Maurice Hochepied  | 16' 53,4" |
| 8       | Jules Verbecke     | 17' 13,8" |
| 9       | Erik Erickson      | 17' 50,0" |
| —       | Thomas Burgess     | DNF       |

DNF: no finalitza